# یواس‌اس ریسالوت (اس‌پی-۳۲۱۸)
یواس‌اس ریسالوت (اس‌پی-۳۲۱۸) (به انگلیسی: USS Resolute (SP-3218)) یک کشتی بود که طول آن ۸۹ فوت (۲۷ متر) بود. این کشتی در سال ۱۹۰۶ ساخته شد.